# اسلام‌آباد (چالدران)
اسلام‌آباد روستایی در دهستان آواجیق جنوبی بخش دشتک شهرستان چالدران استان آذربایجان غربی ایران است.

## جمعیت
بر پایه سرشماری عمومی نفوس و مسکن در سال ۱۳۹۵ جمعیت این مکان ۶۷ نفر (۱۷ خانوار) بوده‌است.